# Дуче
Дуче (на италиански: Duce) е италианска титла, произлизаща от латинската дума dux и имаща връзка с duke (херцог). Водачът (лидерът) на националната фашистка партия Бенито Мусолини е наричан от фашистите Il Duce („водачът“) на движението. През 1925 г. обръщението към него е Sua Eccellenza Benito Mussolini, Capo del Governo, Duce del Fascismo e Fondatore dell'Impero („Негово превъзходителство Бенито Мусолини, ръководител на правителството, водач на фашизма и основател на империята“). Мусолини съчетава това и с длъжността председател на Министерския съвет: конституционната позиция, която го оправомощава да управлява Италия от името на краля на Италия. „Основател на империята" е добавено специално за Мусолини като официално лице, представляващо Италианската империя от името на краля през 1936 г., след победата във Втората италианско-етиопска война. Позицията се заема от Мусолини до 1943 г., когато той е отстранен от длъжност от краля, титлата „Дуче на фашизма“ е премахната, а  маршал Пиетро Бадолио е назначен за председател на Министерския съвет.
Тази титла е моделът, възприет от други фашистки лидери, като „фюрер“ от Адолф Хитлер и каудильо от Франсиско Франко. През септември 1943 г. Мусолини остава само „Дуче на Италианската социална република“ (на италиански: Duce della Repubblica Sociale Italiana) и заема длъжността до разпадането на Италианската социална република и смъртта му през април 1945 г.

## История на термина
Титлата е използвана извън традиционния благороден смисъл в някои от публикациите, възхваляващи Гарибалди по време на обединението на Италия през 1860 г., макар и да не е официално възприета от самия Гарибалди.
Duce Supremo („Върховен водач“) е използвана по-официално от Виктор Емануил III през 1915 г. по време на Първата световна война, позовавайки се на ролята му на главен командир на въоръжените сили. Терминът е използван и от Габриеле д'Анунцио като диктатор на самопровъзгласения италиански регент на Карнаро през 1920 г., и най-вече от фашисткия диктатор Бенито Мусолини. Картината Il Duce на Джерардо Дотори представлява Мусолини, а заглавието Il Duce се свързва с фашизма и вече не е обичайно използвано, освен по отношение на него. Поради съвременните антифашистки настроения на италианските оратори, като цяло сега използват други думи за водач, главно с английска заемна дума лидер. Въпреки това, думата дуче оцелява като антономазия за Бенито Мусолини.

## Наследство
Мусолини възнамерява Големият съвет на фашизма да избере наследник от списък от трима избрани от него мъже и да представи името му за одобрение от краля. От 1940 г. може би е подготвян за дуче неговият зет Галеацо Чано.

## Дуче

### Дуче на Италианския фашизъм
| Портрет | Портрет | Име (роден–починал)           | Продължителност     | Продължителност | Партия                     |
| ------- | ------- | ----------------------------- | ------------------- | --------------- | -------------------------- |
|         |         | Бенито Мусолини (1883 – 1945) | 24 декември 1925 г. | 25 юли 1943 г.  | Национална фашистка партия |

### Дуче на Италианската социална република
| Портрет | Портрет | Име (роден–починал)           | Продължителност      | Продължителност  | Партия                        |
| ------- | ------- | ----------------------------- | -------------------- | ---------------- | ----------------------------- |
|         |         | Бенито Мусолини (1883 – 1945) | 23 септември 1943 г. | 25 април 1945 г. | Републиканска фашистка партия |